# Magdalena Raszewska
Magdalena Raszewska (ur. 24 sierpnia 1952 w Poznaniu) – polska historyczka teatru, profesor nauk humanistycznych specjalizująca się w historii szkolnictwa artystycznego w Polsce.

## Życiorys
Absolwentka polonistyki na Wydziale Filologii Polskiej Uniwersytetu Warszawskiego (1975). Stopień doktorski otrzymała w 2003 roku w Instytucie Sztuki Polskiej Akademii Nauk, na podstawie rozprawy pt. Szkolnictwo teatralne 1944–1959, której promotorem była profesor Barbara Halina Lasocka-Pszoniak. Habilitowała się w 2007 roku na podstawie oceny dorobku naukowego i rozprawy pt. Teatr Narodowy 1949–2004. 17 stycznia 2013 został jej nadany tytuł profesora nauk humanistycznych.
Była pracownikiem Pracowni Historii Szkolnictwa Artystycznego Akademii Teatralnej im. Aleksandra Zelwerowicza w Warszawie, od 2010 roku jest profesorem na Wydziale Scenografii Akademii Sztuk Pięknych w Warszawie. Jako publicystka i krytyczka teatralna współpracowała z miesięcznikiem Teatr, Pamiętnikiem Teatralnym oraz wortalem e-teatr.pl. Pracowała również jako kierownik literacki w Teatrze im. Jana Kochanowskiego w Opolu, Teatrze na Woli oraz Teatrze Nowym w Warszawie.
Za książkę Teatr Narodowy 1949–2004, została laureatką nagrody dla "Teatralnej Książki Roku", przyznanej przez Sekcję Krytyków Teatralnych Polskiego Ośrodka Międzynarodowego Instytutu Teatralnego, w ramach Nagrody im. Stanisława Ignacego Witkiewicza (2006).
Jest córką Zbigniewa Raszewskiego.